# Швинге (река)
Шви́нге (нем. Schwinge [ˈʃvɪŋə]) — река в Германии, протекает по земле Нижняя Саксония. Левый приток Эльбы. Длина реки — 29 км. Площадь водосборного бассейна — 215,68 км².
Исток реки находится между деревнями Эльм и Мульзум на высоте около 7,5 м над уровнем моря. Швинге течёт в общем северо-восточном направлении. Впадает в Эльбу в Штадерзанде на высоте менее 2,5 м. В низовьях подвержена влиянию приливов.
Основные притоки — Кюльхорнсбах, Гренцграбен, Бевербек, Дингхорнер-Бах, Фреденбекер-Мюленбах, Дейнстер-Мюленбах, Стайнбек, Каттенбек, Хайдбек, Остербек.